# Honnahalli, Gulbarga
Honnahalli là một làng thuộc tehsil Gulbarga, huyện Gulbarga, bang Karnataka, Ấn Độ.